# Gigi D'Agostino
Gigi D'Agostino (nascido Luigino Celestino di Agostino; Turim, 17 de dezembro de 1967), é um DJ, remixador, cantor, e produtor musical italiano. Iniciou sua carreira como DJ em 1986 e seu primeiro mix foi a música "Psychodelic". Ele é mais conhecido pelo seu tema ''L'Amour Toujours'' (1999).

## Biografia
Desde sua infância, sempre quis fazer parte do mundo das discotecas, até que em 1983 começou sua carreira como DJ, aos 16 anos, enquanto trabalhava também fora das pistas para ganhar a vida como pedreiro.
Gigi logo ficou conhecido como o criador do "Mediterrâneo Progressivo" após temperar o progressivo que tanto gostava com melodias cativantes, timbres minimalistas, doses da música latina e sons característicos do mediterrâneo. Assim nasceram sucessos como "Another Way", "La Passion", "The Riddle", "Bla Bla Bla", "Silence" e o famoso "L'Amour Toujours - I'll Fly With You", música que de imediato ficou famosa no mundo todo, inclusive no Brasil.
Mas ele não produz apenas músicas cantadas em inglês, muitas também são em italiano, como: "Vorrei Fare Una Canzone", "L'uomo Sapiente", "Luce", "Lo Sbaglio", "A Volte Io Me Perdo"... As canções em italiano começaram a surgir em seus últimos álbuns de 2005 até hoje.
Recentemente começou a introduzir um desafio com a música: misturar música eletrônica com clássica que também sempre gostou muito. É de se pensar que o resultado seria insatisfatório, mas depois do lançamento de Some Experiments em 2006, Lento Violento e Altre Storie em 2007, e "La Musica Che Pesta" em julho de 2007, todos ficaram surpreendidos com o resultado cativante, e a capacidade de Gigi para a música eletrônica.
Quanto ao gosto musical do Mestre Dag, como também é conhecido, diz ele próprio em uma entrevista feita na Holanda, que escuta todo tipo de música, e que sempre respeita todos os estilos musicais, tendo claro as suas preferências, como a música clássica, por exemplo, que diz gostar de todas as melodias que lhe apresentam deste estilo musical. Revela também, que gosta de ouvir Rock, um pouco de Jazz, Hip hop e muitos outros estilos. Seu estilo é único, melódico mas melodramático. Actualmente muitos outros dj's passaram a produzir músicas no estilo que ele criou: Lento Violento.
Gigi D'Agostino possui actualmente um programa de rádio na rádio italiana M2O chamado: "Il Cammino Di Gigi D'Agostino" onde são apresentadas músicas e misturas inéditas, que ainda não foram lançados em CD oficialmente, e também muitas que marcaram os fans de álbuns já lançados em mixes que somente o Mestre Dag pode fazer. O programa, que em Outubro de 2009, estava temporariamente cancelado, podia ser ouvido de segunda-feira a sábado, na Itália, das 14:00 até às 15:00, pela rádio, e para os fans brasileiros podia ouvir-se online, no site da rádio M2O, das 09:00 às 10:00, horário de Brasília. Posteriormente ele re-lançou este formato de programa de rádio o qual intitulou "Quello Che Mi Piace" que durou poucos episódios e foi encerrado.
Em 2018, "In My Mind", um tema do produtor lituano Dynoro que, além de ser uma cover do tema com o mesmo nome do produtor australiano Ivan Gough com o duo de produtores Feenixpawal, também da Austrália, contém um sample de "L'Amour Toujours" - tema esse em que Gigi também acabou por ser creditado - alcançou o nº 1 na Alemanha, Finlândia, Hungria, Noruega, República Checa, Suécia e Suíça, além de ter entrado no top 5 da Bélgica, da Irlanda, dos Países Baixos e do Reino Unido. Na Alemanha, "In My Mind" acabou mesmo por ser o tema nº 1 do ano de 2018.
Atualmente, Gigi continua tocando em diversas casas noturnas da Itália, porém não comentou-se mais nada oficialmente sobre o programa de rádio, que, provavelmente não terá retorno.

## Discografia

### Álbuns
- 1994 A Journey Into Space
- 1996 Gigi D'Agostino
- 1999 L'Amour Toujours
- 2004 L'Amour Toujours II
- 2008 Suono Libero
- 2013 The Best Of

### Compilações
- 1996 The Greatest Hits
- 2000 Gigi D'Agostino (coletânea) (Brasil)
- 2003 Il Programmino di Gigi D'Agostino
- 2005 Disco Tanz
- 2006 Some Experiments
- 2007 Lento Violento e Altre Storie
- 2010 The Essential Gigi D'Agostino
- 2010 Ieri e Oggi Mix Vol. 1
- 2010 Ieri e Oggi Mix Vol. 2

### Mixes e EPs
- 1994 Experiments Vol. 1
- 1996 Le Voyage '96
- 1996 Le Voyage Estate
- 1997 Gin Lemon
- 1999 Tanzen EP
- 2000 Tecno Fes
- 2000 Tecno Fes Volume 2
- 2001 Il Grande Viaggio di Gigi D'Agostino - Vol. 1
- 2003 Live At Altromondo
- 2004 Live At Altromondo Part II
- 2004 Compilation - Benessere 1

### Outros (Mixes, EPs e Compilações)
- 1996 - Progressiva Dream Music
- 1997 - Hard Beat vol. 1: Journey Into Darker Dreams
- 1997 - Progressive Hyperspace
- 2000 - Eurodance '99
- 2003 - Silence EP Underconstruction 1
- 2004 - Underconstruction 2 Silence Remix

## Singles
- 1995:
  - Sweetly (CDM)
  - New Years Day (CDM)
  - Gigi's Violin / Elektro Message (CDM)
  - Fly (CDM)
  - Angel's Simphony (CDM)
  - Melody Voyager (EP)
  - Melody Voyager (Promo)(CDM)
- 1997
  - Music (An echo deep inside)(CDM)
  - Gin Lemon (CDM)
- 1998:
  - Elisir (Your Love)(CDM)
- 1999:
  - The Riddle (CDM)
  - The Riddle (CDM)(Remix)
  - La Passion (CDM)
  - La Passion (CDM)(Remix)
  - "The Riddle feat. Bla Bla Bla" (CDM)
  - Cuba Libre (CDM)
  - Bla Bla Bla (CDM)
  - Another Way (CDM)
- 2000:
  - Gigi D'Agostino & Albertino - Super (CDM)
  - L'Amour Toujours (Vinyl)
- 2004:
  - Silence (CDM)
  - Gigi(Gigi D'Agostino) & Molly (Molella) - Con il nastro rosa (CDS)
  - Gigi D'Agostino & Pandolfi - Gigi's Goodnight (CDS)
  - Gigi D'Agostino & Datura - Summer of Energy (CDS)
- 2005:
  - Wellfare (CDM)
  - I Wonder Why (CDM)
- 2006:
  - Vorrei Fare Una Canzione

## Remixes
- 2000:
- Magic Box - Carillon
  - Gigi D'Agostino vs. Magic Box - Carillon (Remix)
  - Gigi D'Agostino vs Magic Box - Carillon (Molto Remix)
- 2001:
- Reanimator feat. Vanilla Ice - Ice Ice Baby 2001:
  - Gigi D'Agostino vs. Reanimator feat. Vanilla Ice - Ice Ice Baby 2001 (Remix)
- Shakira - Te Aviso,Te Anuncio:
  - Gigi D'agostino vs Shakira - Te Aviso,Te Anuncio (Remix Edit)
  - Gigi D'agostino vs Shakira - Te Aviso,Te Anuncio (Remix)
- 2002:
- Ago - Put on your red shoes:
  - Gigi D'Agostino vs. Ago - Put on your red shoes (Remix)
  - Gigi D'Agostino vs.  Ago - Put on your red shoes  (Psico Remix)